# Premiership Rugby (2000/2001)
English Premiership 2000/2001 – czternasta edycja Premiership, najwyższego poziomu rozgrywek w rugby union w Anglii. Organizowane przez Rugby Football Union zawody odbyły się w dniach 19 sierpnia 2000 – 16 kwietnia 2001 roku, a tytułu bronił zespół Leicester Tigers.
Rozgrywki toczyły się systemem ligowym w okresie jesień-wiosna, po raz pierwszy wprowadzono bonusowy system punktacji, a tytuł mistrzowski zdobył zespół Leicester Tigers.

## Mecze
| 19 sierpnia 200014:00 | London Wasps                             | 22:24 | Leicester Tigers                                                   | Loftus Road, Shepherd’s Bush Widzów: 6328 Sędzia: Ed Morrison |
| 19 sierpnia 200014:00 | Josh Lewsey 5 (P) Kenny Logan 17 (pd 5K) | 22:24 | Austin Healey 10 (2P) Tim Stimpson 9 (3pd K) Winston Stanley 5 (P) | Loftus Road, Shepherd’s Bush Widzów: 6328 Sędzia: Ed Morrison |
| 19 sierpnia 200014:00 | Ricky Nebbett                            | 22:24 |                                                                    | Loftus Road, Shepherd’s Bush Widzów: 6328 Sędzia: Ed Morrison |

| 19 sierpnia 200015:00 | Harlequins                                    | 16:22 | London Irish                                     | Twickenham Stoop, Londyn Widzów: 5093 Sędzia: Nigel Yates |
| 19 sierpnia 200015:00 | Paul Burke 11 (pd dg 2K) Will Greenwood 5 (P) | 16:22 | Jarrod Cunningham 17 (pd 5K) Richard Kirke 5 (P) | Twickenham Stoop, Londyn Widzów: 5093 Sędzia: Nigel Yates |
| 19 sierpnia 200015:00 | Garrick Morgan                                | 16:22 |                                                  | Twickenham Stoop, Londyn Widzów: 5093 Sędzia: Nigel Yates |

| 19 sierpnia 200015:00 | Sale Sharks                                                    | 33:32 | Bath                                                       | Heywood Road, Sale Widzów: 2980 Sędzia: Ashley Rowden |
| 19 sierpnia 200015:00 | Bryan Redpath 5 (P) Nicky Little 23 (pd 7K) Steve Hanley 5 (P) | 33:32 | Jon Preston 22 (2pd 6K) Matt Perry 5 (P) Rob Thirlby 5 (P) | Heywood Road, Sale Widzów: 2980 Sędzia: Ashley Rowden |
| 19 sierpnia 200015:00 | Nathan Thomas                                                  | 33:32 |                                                            | Heywood Road, Sale Widzów: 2980 Sędzia: Ashley Rowden |

| 20 sierpnia 200014:30 | Newcastle Falcons                                                                      | 27:21 | Northampton Saints                                          | Kingston Park, Newcastle upon Tyne Widzów: 3245 Sędzia: Chris White |
| 20 sierpnia 200014:30 | Andrew Mower 5 (P) Inga Tuigamala 5 (P) Jonny Wilkinson 12 (3pd 2K) Ross Beattie 5 (P) | 27:21 | Garry Pagel 5 (P) Luca Martin 5 (P) Paul Grayson 11 (pd 3K) | Kingston Park, Newcastle upon Tyne Widzów: 3245 Sędzia: Chris White |
| 20 sierpnia 200014:30 | Olivier Brouzet                                                                        | 27:21 |                                                             | Kingston Park, Newcastle upon Tyne Widzów: 3245 Sędzia: Chris White |

| 20 sierpnia 200015:00 | Rotherham Titans                       | 20:23 | Bristol                                 | Clifton Lane, Rotherham Widzów: 2700 Sędzia: Ashley Rowden |
| 20 sierpnia 200015:00 | Mike Umaga 15 (5K) Zak Feauʻnati 5 (P) | 20:23 | Dean Dewdney 5 (P) Gareth Bowen 18 (6K) | Clifton Lane, Rotherham Widzów: 2700 Sędzia: Ashley Rowden |
| 20 sierpnia 200015:00 | Chris Murphy                           | 20:23 |                                         | Clifton Lane, Rotherham Widzów: 2700 Sędzia: Ashley Rowden |

| 20 sierpnia 200015:00 | Saracens | 50:20 | Gloucester                                                      | Vicarage Road, Watford Widzów: 7682 Sędzia: Steve Lander |
| 20 sierpnia 200015:00 | Ben Johnston 5 (P) Bill Davison 5 (P) Dan Luger 5 (P) Kevin Sorrell 5 (P) Kyran Bracken 5 (P) Scott Murray 5 (P) Thomas Castaignede 20 (4pd 4K) | 50:20 | Byron Hayward 10 (2pd 2K) Chris Catling 5 (P) Serge Simon 5 (P) | Vicarage Road, Watford Widzów: 7682 Sędzia: Steve Lander |
| 20 sierpnia 200015:00 | Jawad Djoudi | 50:20 |                                                                 | Vicarage Road, Watford Widzów: 7682 Sędzia: Steve Lander |

| 26 sierpnia 200014:00 | Bristol                                                                         | 23:34 | Saracens                                                             | Memorial Stadium, Bristol Widzów: 4280 Sędzia: Chris White |
| 26 sierpnia 200014:00 | Adam Vander 5 (P) Dean Dewdney 5 (P) Gareth Bowen 11 (pd 3K) Steven Vile 2 (pd) | 23:34 | Darragh O’Mahony 5 (P) Duncan McRae 24 (P 2pd 5K) Kris Chesney 5 (P) | Memorial Stadium, Bristol Widzów: 4280 Sędzia: Chris White |
| 26 sierpnia 200014:00 | Agustín Pichot                                                                  | 23:34 |                                                                      | Memorial Stadium, Bristol Widzów: 4280 Sędzia: Chris White |

| 26 sierpnia 200015:00 | Gloucester                                                    | 18:19 | Sale Sharks                                 | Kingsholm Stadium, Gloucester Widzów: 5500 Sędzia: Geraint Ashton Jones |
| 26 sierpnia 200015:00 | Byron Hayward 8 (pd 2K) Franck Schisano 5 (P) Jake Boer 5 (P) | 18:19 | Nicky Little 14 (pd 4K) Vaughan Going 5 (P) | Kingsholm Stadium, Gloucester Widzów: 5500 Sędzia: Geraint Ashton Jones |

| 26 sierpnia 200015:00 | Harlequins                                                                                                 | 26:13 | Rotherham Titans                     | Twickenham Stoop, Londyn Widzów: 3217 Sędzia: John Barnard |
| 26 sierpnia 200015:00 | Daren O’Leary 5 (P) Nick Greenstock 5 (P) Paul Burke 6 (3pd) Steve White-Cooper 5 (P) Will Greenwood 5 (P) | 26:13 | Jim Thorp 5 (P) Mike Umaga 8 (pd 2K) | Twickenham Stoop, Londyn Widzów: 3217 Sędzia: John Barnard |

| 26 sierpnia 200015:00 | Northampton Saints                        | 27:10 | London Irish                                  | Franklin’s Gardens, Northampton Widzów: 6713 Sędzia: Ed Morrison |
| 26 sierpnia 200015:00 | Ben Cohen 10 (2P) Paul Grayson 17 (pd 5K) | 27:10 | Conor O’Shea 5 (P) Jarrod Cunningham 5 (pd K) | Franklin’s Gardens, Northampton Widzów: 6713 Sędzia: Ed Morrison |
| 26 sierpnia 200015:00 | Kieron Dawson                             | 27:10 |                                               | Franklin’s Gardens, Northampton Widzów: 6713 Sędzia: Ed Morrison |

| 27 sierpnia 200014:30 | Newcastle Falcons                              | 22:25 | Leicester Tigers                                                                                    | Kingston Park, Newcastle upon Tyne Widzów: 4298 Sędzia: Robin Goodliffe |
| 27 sierpnia 200014:30 | Jonny Wilkinson 17 (pd 5K) Stuart Grimes 5 (P) | 22:25 | Dorian West 5 (P) Geordan Murphy 7 (P pd) Leon Lloyd 5 (P) Tim Stimpson 3 (K) Winston Stanley 5 (P) | Kingston Park, Newcastle upon Tyne Widzów: 4298 Sędzia: Robin Goodliffe |

| 27 sierpnia 200015:00 | London Wasps                         | 12:36 | Bath                                                                                              | Loftus Road, Shepherd’s Bush Widzów: 4037 Sędzia: Steve Lander |
| 27 sierpnia 200015:00 | Kenny Logan 9 (3K) Simon Shaw 3 (dg) | 12:36 | Ben Clarke 5 (P) Jon Preston 16 (2pd 4K) Kevin Maggs 5 (P) Mike Tindall 5 (P) Nathan Thomas 5 (P) | Loftus Road, Shepherd’s Bush Widzów: 4037 Sędzia: Steve Lander |

| 2 września 200014:00 | Leicester Tigers                                                                   | 33:19 | Northampton Saints                           | Welford Road, Leicester Widzów: 14088 Sędzia: Steve Lander |
| 2 września 200014:00 | Austin Healey 5 (P) Geordan Murphy 18 (3pd 4K) Leon Lloyd 5 (P) Martin Corry 5 (P) | 33:19 | Paul Grayson 14 (pd 4K) Steve Thompson 5 (P) | Welford Road, Leicester Widzów: 14088 Sędzia: Steve Lander |
| 2 września 200014:00 | Ali Newmarch                                                                       | 33:19 | Ben Cohen                                    | Welford Road, Leicester Widzów: 14088 Sędzia: Steve Lander |

| 2 września 200014:15 | Bath                                                                                                 | 38:22 | Harlequins                                | The Recreation Ground, Bath Widzów: 6958 Sędzia: Ed Morrison |
| 2 września 200014:15 | Adedayo Adebayo 5 (P) Ben Clarke 5 (P) Jon Preston 18 (3pd 4K) Nathan Thomas 5 (P) Rob Thirlby 5 (P) | 38:22 | Paul Burke 12 (4K) Will Greenwood 10 (2P) | The Recreation Ground, Bath Widzów: 6958 Sędzia: Ed Morrison |
| 2 września 200014:15 | Chris Horsman                                                                                        | 38:22 | Andy Dawling · Steve White-Cooper         | The Recreation Ground, Bath Widzów: 6958 Sędzia: Ed Morrison |

| 2 września 200015:00 | London Irish                                                       | 27:22 | Saracens                           | Madejski Stadium, Reading Widzów: 7312 Sędzia: Brian Campsall |
| 2 września 200015:00 | Jarrod Cunningham 17 (pd 5K) Kieron Dawson 5 (P) Paul Sackey 5 (P) | 27:22 | Thomas Castaignede 22 (P pd dg 4K) | Madejski Stadium, Reading Widzów: 7312 Sędzia: Brian Campsall |
| 2 września 200015:00 | Steve Williams · Tabai Matson                                      | 27:22 | Julian White                       | Madejski Stadium, Reading Widzów: 7312 Sędzia: Brian Campsall |

| 2 września 200015:00 | Rotherham Titans                                         | 23:29 | Gloucester                                                       | Clifton Lane, Rotherham Widzów: 2500 Sędzia: Geoff Warren |
| 2 września 200015:00 | Dave Scully 5 (P) Jim Thorp 5 (P) Mike Umaga 13 (2pd 3K) | 23:29 | Byron Hayward 9 (3pd K) Franck Schisano 15 (3P) Rob Jewell 5 (P) | Clifton Lane, Rotherham Widzów: 2500 Sędzia: Geoff Warren |
| 2 września 200015:00 | Serge Simon                                              | 23:29 |                                                                  | Clifton Lane, Rotherham Widzów: 2500 Sędzia: Geoff Warren |

| 2 września 200015:00 | Sale Sharks                             | 13:27 | Newcastle Falcons                                                 | Heywood Road, Sale Widzów: 2885 Sędzia: John Barnard |
| 2 września 200015:00 | Adam Black 5 (P) Nicky Little 8 (pd 2K) | 13:27 | Hugh Vyvyan 5 (P) John Leslie 10 (2P) Jonny Wilkinson 12 (3pd 2K) | Heywood Road, Sale Widzów: 2885 Sędzia: John Barnard |
| 2 września 200015:00 | Pete Anglesea · Rob Appleyard           | 13:27 | Andrew Mower                                                      | Heywood Road, Sale Widzów: 2885 Sędzia: John Barnard |

| 3 września 200015:00 | London Wasps                                  | 23:17 | Bristol                                                   | Loftus Road, Shepherd’s Bush Widzów: 3525 Sędzia: Nigel Yates |
| 3 września 200015:00 | Kenny Logan 18 (P 2pd 3K) Phil Greening 5 (P) | 23:17 | Gareth Bowen 7 (2pd K) Jim Brownrigg 5 (P) Lee Best 5 (P) | Loftus Road, Shepherd’s Bush Widzów: 3525 Sędzia: Nigel Yates |

| 6 września 200019:30 | Bristol                                  | 13:36 | Sale Sharks                                                        | Memorial Stadium, Bristol Widzów: 3100 Sędzia: Steve Lander |
| 6 września 200019:30 | Gareth Bowen 8 (pd 2K) Jamie Mayer 5 (P) | 13:36 | Nicky Little 26 (P 3pd 5K) Steve Davidson 5 (P) Steve Hanley 5 (P) | Memorial Stadium, Bristol Widzów: 3100 Sędzia: Steve Lander |
| 6 września 200019:30 | Jamie Mayer                              | 13:36 |                                                                    | Memorial Stadium, Bristol Widzów: 3100 Sędzia: Steve Lander |

| 6 września 200019:30 | Newcastle Falcons       | 18:19 | Gloucester                                             | Kingston Park, Newcastle upon Tyne Widzów: 2623 Sędzia: Ashley Rowden |
| 6 września 200019:30 | Jonny Wilkinson 18 (6K) | 18:19 | Andy Hazell 5 (P) Byron Hayward 9 (3K) Joe Ewens 5 (P) | Kingston Park, Newcastle upon Tyne Widzów: 2623 Sędzia: Ashley Rowden |
| 6 września 200019:30 | Epi Taione              | 18:19 |                                                        | Kingston Park, Newcastle upon Tyne Widzów: 2623 Sędzia: Ashley Rowden |

| 6 września 200019:30 | Northampton Saints                                            | 27:20 | Harlequins                                                     | Franklin’s Gardens, Northampton Widzów: 6645 Sędzia: Steve Leyshon |
| 6 września 200019:30 | Budge Pountney 5 (P) Craig Moir 5 (P) Paul Grayson 17 (pd 5K) | 27:20 | Ben Gollings 5 (P) Paul Burke 10 (2pd 2K) Peter Richards 5 (P) | Franklin’s Gardens, Northampton Widzów: 6645 Sędzia: Steve Leyshon |
| 6 września 200019:30 | Rory Jenkins                                                  | 27:20 |                                                                | Franklin’s Gardens, Northampton Widzów: 6645 Sędzia: Steve Leyshon |

| 6 września 200019:45 | Leicester Tigers                                                                  | 26:18 | Rotherham Titans                      | Welford Road, Leicester Widzów: 9801 Sędzia: Chris White |
| 6 września 200019:45 | Austin Healey 9 (P 2pd) Geordan Murphy 2 (pd) Neil Back 10 (2P) Steve Booth 5 (P) | 26:18 | Jim Naylor 5 (P) Mike Umaga 8 (pd 2K) | Welford Road, Leicester Widzów: 9801 Sędzia: Chris White |
| 6 września 200019:45 | Martin Johnson                                                                    | 26:18 |                                       | Welford Road, Leicester Widzów: 9801 Sędzia: Chris White |

| 6 września 200019:45 | Saracens                                                                               | 24:30 | London Wasps                                                   | Vicarage Road, Watford Widzów: 7312 Sędzia: Geoff Warren |
| 6 września 200019:45 | Ben Johnston 5 (P) Duncan McRae 8 (pd 2K) Thomas Castaignede 6 (2K) Tony Diprose 5 (P) | 24:30 | Matt Leek 15 (3pd 3K) Paul Sampson 10 (2P) Rob Henderson 5 (P) | Vicarage Road, Watford Widzów: 7312 Sędzia: Geoff Warren |
| 6 września 200019:45 | David Flatman                                                                          | 24:30 | Martyn Wood · Will Green                                       | Vicarage Road, Watford Widzów: 7312 Sędzia: Geoff Warren |

| 9 września 200014:00 | Gloucester                                        | 21:22 | Bath                                                     | Kingsholm Stadium, Gloucester Widzów: 6754 Sędzia: Brian Campsall |
| 9 września 200014:00 | Andy Gomarsall 13 (P pd 2K) Byron Hayward 8 (P K) | 21:22 | Iain Balshaw 5 (P) Jon Preston 12 (4K) Rob Thirlby 5 (P) | Kingsholm Stadium, Gloucester Widzów: 6754 Sędzia: Brian Campsall |
| 9 września 200014:00 | Chris Fortey                                      | 21:22 | Ben Clarke                                               | Kingsholm Stadium, Gloucester Widzów: 6754 Sędzia: Brian Campsall |

| 9 września 200015:00 | Harlequins                                  | 18:31 | London Wasps                                                                                     | Twickenham Stoop, Londyn Widzów: 4880 Sędzia: Ashley Rowden |
| 9 września 200015:00 | Ben Gollings 13 (2P K) Will Greenwood 5 (P) | 18:31 | Joe Worsley 5 (P) Matt Leek 11 (pd 3K) Paul Sampson 5 (P) Rob Henderson 5 (P) Shane Roiser 5 (P) | Twickenham Stoop, Londyn Widzów: 4880 Sędzia: Ashley Rowden |
| 9 września 200015:00 | Bruce Starr                                 | 18:31 | Joe Beardshaw                                                                                    | Twickenham Stoop, Londyn Widzów: 4880 Sędzia: Ashley Rowden |

| 9 września 200015:00 | Sale Sharks                                                                                | 34:23 | Northampton Saints         | Heywood Road, Sale Widzów: 1844 Sędzia: Chris White |
| 9 września 200015:00 | Alex Sanderson 5 (P) Guy Manson-Bishop 5 (P) Nicky Little 14 (4pd 2K) Steve Hanley 10 (2P) | 34:23 | Paul Grayson 18 (P 2pd 3K) | Heywood Road, Sale Widzów: 1844 Sędzia: Chris White |
| 9 września 200015:00 | Phil Winstanley                                                                            | 34:23 |                            | Heywood Road, Sale Widzów: 1844 Sędzia: Chris White |

| 10 września 200014:30 | Newcastle Falcons                                                                                   | 34:19 | Rotherham Titans                                          | Kingston Park, Newcastle upon Tyne Widzów: 2735 Sędzia: Ed Morrison |
| 10 września 200014:30 | Andrew Mower 5 (P) Jim Jenner 5 (P) John Leslie 5 (P) Jonny Wilkinson 14 (4pd 2K) Liam Botham 5 (P) | 34:19 | Jim Naylor 5 (P) Mike Umaga 9 (P 2pd) Terry Garnett 5 (P) | Kingston Park, Newcastle upon Tyne Widzów: 2735 Sędzia: Ed Morrison |
| 10 września 200014:30 | George Graham                                                                                       | 34:19 |                                                           | Kingston Park, Newcastle upon Tyne Widzów: 2735 Sędzia: Ed Morrison |

| 10 września 200015:00 | Bristol                                                          | 26:30 | London Irish                                    | Memorial Stadium, Bristol Widzów: 2902 Sędzia: Geraint Ashton Jones |
| 10 września 200015:00 | Paul Johnstone 5 (P) Spencer Brown 5 (P) Steven Vile 16 (2pd 4K) | 26:30 | Conor O’Shea 3 (K) Jarrod Cunningham 27 (dg 8K) | Memorial Stadium, Bristol Widzów: 2902 Sędzia: Geraint Ashton Jones |

| 10 września 200015:00 | Saracens                                      | 17:9 | Leicester Tigers    | Vicarage Road, Watford Widzów: 13021 Sędzia: Nigel Yates |
| 10 września 200015:00 | Duncan McRae 5 (P) Thomas Castaignede 12 (4K) | 17:9 | Tim Stimpson 9 (3K) | Vicarage Road, Watford Widzów: 13021 Sędzia: Nigel Yates |
| 10 września 200015:00 | Ben Johnston                                  | 17:9 | Darren Garforth     | Vicarage Road, Watford Widzów: 13021 Sędzia: Nigel Yates |

| 16 września 200014:15 | Bath                                      | 19:12 | Newcastle Falcons          | The Recreation Ground, Bath Widzów: 7503 Sędzia: Chris White |
| 16 września 200014:15 | Jon Preston 14 (pd 4K) Mike Tindall 5 (P) | 19:12 | Jonny Wilkinson 12 (dg 3K) | The Recreation Ground, Bath Widzów: 7503 Sędzia: Chris White |
| 16 września 200014:15 | John Mallett · Martin Haag                | 19:12 | Richard Arnold             | The Recreation Ground, Bath Widzów: 7503 Sędzia: Chris White |

| 16 września 200014:15 | Harlequins                                                                          | 31:25 | Bristol                                       | Twickenham Stoop, Londyn Widzów: 3089 Sędzia: Brian Campsall |
| 16 września 200014:15 | Ben Gollings 16 (2pd 4K) Brendon Daniel 5 (P) Garrick Morgan 5 (P) Keith Wood 5 (P) | 31:25 | Dean Dewdney 5 (P) Steven Vile 20 (2P 2pd 2K) | Twickenham Stoop, Londyn Widzów: 3089 Sędzia: Brian Campsall |

| 16 września 200015:00 | Leicester Tigers                                                                                   | 33:20 | London Irish                                                                        | Welford Road, Leicester Widzów: 12168 Sędzia: John Barnard |
| 16 września 200015:00 | Ali Newmarch 5 (P) Neil Back 5 (P) Pat Howard 5 (P) Tim Stimpson 13 (2pd 3K) Winston Stanley 5 (P) | 33:20 | Conor O’Shea 3 (K) Eddie Halvey 5 (P) Jarrod Cunningham 7 (2pd K) Paul Sackey 5 (P) | Welford Road, Leicester Widzów: 12168 Sędzia: John Barnard |

| 16 września 200015:00 | Rotherham Titans                       | 19:32 | Northampton Saints                                                                                   | Clifton Lane, Rotherham Widzów: 2363 Sędzia: Steve Lander |
| 16 września 200015:00 | Jim Naylor 5 (P) Mike Umaga 14 (pd 4K) | 19:32 | Ben Cohen 5 (P) Budge Pountney 5 (P) Jon Phillips 5 (P) Paul Grayson 12 (3pd 2K) Simon Webster 5 (P) | Clifton Lane, Rotherham Widzów: 2363 Sędzia: Steve Lander |
| 16 września 200015:00 | Adrian Olver · Neil Spence             | 19:32 | Luca Martin                                                                                          | Clifton Lane, Rotherham Widzów: 2363 Sędzia: Steve Lander |

| 16 września 200015:00 | Sale Sharks         | 6:51 | Saracens | Heywood Road, Sale Widzów: 3130 Sędzia: Robin Goodliffe |
| 16 września 200015:00 | Nicky Little 6 (2K) | 6:51 | Bill Davison 5 (P) Brett Sparg 7 (P pd) Duncan McRae 5 (P) Gerald Arasa 5 (P) Paul Wallace 5 (P) Scott Murray 5 (P) Thomas Castaignede 19 (2P 3pd K) | Heywood Road, Sale Widzów: 3130 Sędzia: Robin Goodliffe |
| 16 września 200015:00 | Joe Clark           | 6:51 | | Heywood Road, Sale Widzów: 3130 Sędzia: Robin Goodliffe |

| 17 września 200015:00 | London Wasps                                                                      | 43:23 | Gloucester                                                | Loftus Road, Shepherd’s Bush Widzów: 4277 Sędzia: Ed Morrison |
| 17 września 200015:00 | Kenny Logan 18 (3pd 4K) Rob Henderson 15 (3P) Shane Roiser 5 (P) Simon Shaw 5 (P) | 43:23 | Chris Yates 5 (P) Simon Mannix 13 (2pd 3K) Tom Beim 5 (P) | Loftus Road, Shepherd’s Bush Widzów: 4277 Sędzia: Ed Morrison |
| 17 września 200015:00 | Will Green                                                                        | 43:23 | Ian Jones · Serge Simon                                   | Loftus Road, Shepherd’s Bush Widzów: 4277 Sędzia: Ed Morrison |

| 23 września 200014:15 | Newcastle Falcons                                                                                            | 59:21 | London Wasps                              | Kingston Park, Newcastle upon Tyne Widzów: 4233 Sędzia: Steve Lander |
| 23 września 200014:15 | Gary Armstrong 10 (2P) Jamie Noon 5 (P) John Leslie 5 (P) Jonny Wilkinson 29 (4pd dg 6K) Liam Botham 10 (2P) | 59:21 | Kenny Logan 16 (2P 3pd) Martyn Wood 5 (P) | Kingston Park, Newcastle upon Tyne Widzów: 4233 Sędzia: Steve Lander |
| 23 września 200014:15 | Gary Armstrong                                                                                               | 59:21 |                                           | Kingston Park, Newcastle upon Tyne Widzów: 4233 Sędzia: Steve Lander |

| 23 września 200015:00 | Bristol                                                         | 24:20 | Leicester Tigers                                                           | Memorial Stadium, Bristol Widzów: 6200 Sędzia: Chris White |
| 23 września 200015:00 | Agustín Pichot 5 (P) Spencer Brown 5 (P) Steven Vile 14 (pd 4K) | 24:20 | Andy Goode 7 (P pd) Pat Howard 5 (P) Paul Gustard 5 (P) Tim Stimpson 3 (K) | Memorial Stadium, Bristol Widzów: 6200 Sędzia: Chris White |
| 23 września 200015:00 | Andrew Sheridan                                                 | 24:20 |                                                                            | Memorial Stadium, Bristol Widzów: 6200 Sędzia: Chris White |

| 23 września 200015:00 | Gloucester           | 27:23 | Harlequins                                                     | Kingsholm Stadium, Gloucester Widzów: 5428 Sędzia: Robin Goodliffe |
| 23 września 200015:00 | Simon Mannix 27 (9K) | 27:23 | Nick Burrows 5 (P) Paul Burke 13 (2pd 3K) Will Greenwood 5 (P) | Kingsholm Stadium, Gloucester Widzów: 5428 Sędzia: Robin Goodliffe |
| 23 września 200015:00 | Adey Powles          | 27:23 |                                                                | Kingsholm Stadium, Gloucester Widzów: 5428 Sędzia: Robin Goodliffe |

| 23 września 200015:00 | Northampton Saints                                                                | 24:13 | Bath                                                     | Franklin’s Gardens, Northampton Widzów: 7465 Sędzia: Ashley Rowden |
| 23 września 200015:00 | Ben Cohen 5 (P) Budge Pountney 5 (P) Mark Tucker 12 (P 2pd K) Paul Grayson 2 (pd) | 24:13 | Gavin Thomas 5 (P) Jon Preston 6 (2K) Rob Thirlby 2 (pd) | Franklin’s Gardens, Northampton Widzów: 7465 Sędzia: Ashley Rowden |
| 23 września 200015:00 | Gavin Thomas · John Mallett                                                       | 24:13 |                                                          | Franklin’s Gardens, Northampton Widzów: 7465 Sędzia: Ashley Rowden |

| 24 września 200015:00 | London Irish                                                                            | 28:13 | Sale Sharks                                             | Madejski Stadium, Reading Widzów: 4198 Sędzia: Ed Morrison |
| 24 września 200015:00 | Conor O’Shea 5 (P) Eddie Halvey 5 (P) Jarrod Cunningham 13 (2pd 3K) Justin Bishop 5 (P) | 28:13 | Alex Sanderson 5 (P) Mel Deane 5 (P) Nicky Little 3 (K) | Madejski Stadium, Reading Widzów: 4198 Sędzia: Ed Morrison |

| 24 września 200015:00 | Saracens | 59:5 | Rotherham Titans | Vicarage Road, Watford Widzów: 6092 Sędzia: Steve Leyshon |
| 24 września 200015:00 | Dan Luger 15 (3P) Kyran Bracken 5 (P) Paul Wallace 5 (P) Richard Hill 5 (P) Thomas Castaignede 29 (2P 5pd 3K) | 59:5 | Mike Umaga 5 (P) | Vicarage Road, Watford Widzów: 6092 Sędzia: Steve Leyshon |

| 30 września 200014:15 | Bath                                          | 21:33 | Saracens                                                                 | The Recreation Ground, Bath Widzów: 8000 Sędzia: Ed Morrison |
| 30 września 200014:15 | Adedayo Adebayo 10 (2P) Matt Perry 11 (pd 3K) | 21:33 | Darragh O’Mahony 5 (P) Kevin Sorrell 5 (P) Thomas Castaignede 23 (pd 7K) | The Recreation Ground, Bath Widzów: 8000 Sędzia: Ed Morrison |
| 30 września 200014:15 | Steve Borthwick                               | 21:33 | David Flatman                                                            | The Recreation Ground, Bath Widzów: 8000 Sędzia: Ed Morrison |

| 30 września 200015:00 | Gloucester                                                                          | 38:16 | Bristol                                     | Kingsholm Stadium, Gloucester Widzów: 6503 Sędzia: Nigel Yates |
| 30 września 200015:00 | Jason Little 10 (2P) Olivier Azam 5 (P) Phil Vickery 5 (P) Simon Mannix 18 (3pd 4K) | 38:16 | Barry Williams 5 (P) Steven Vile 11 (pd 3K) | Kingsholm Stadium, Gloucester Widzów: 6503 Sędzia: Nigel Yates |

| 30 września 200015:00 | Harlequins                                                       | 18:20 | Newcastle Falcons                                      | Twickenham Stoop, Londyn Widzów: 4445 Sędzia: Chris White |
| 30 września 200015:00 | Paul Burke 8 (pd 2K) Ryan O’Neill 5 (P) Steve White-Cooper 5 (P) | 18:20 | Jonny Wilkinson 10 (2pd 2K) Michael Stephenson 10 (2P) | Twickenham Stoop, Londyn Widzów: 4445 Sędzia: Chris White |

| 30 września 200015:00 | Rotherham Titans                          | 19:18 | London Irish                                                    | Clifton Lane, Rotherham Widzów: 2000 Sędzia: Steve Lander |
| 30 września 200015:00 | Mike Umaga 14 (pd 4K) Nigel Simpson 5 (P) | 19:18 | Jarrod Cunningham 8 (pd 2K) Kevin Ellis 5 (P) Paul Sackey 5 (P) | Clifton Lane, Rotherham Widzów: 2000 Sędzia: Steve Lander |

| 30 września 200015:00 | Sale Sharks                                 | 17:17 | Leicester Tigers                          | Heywood Road, Sale Widzów: 3407 Sędzia: Steve Leyshon |
| 30 września 200015:00 | Nicky Little 12 (dg 3K) Vaughan Going 5 (P) | 17:17 | Geordan Murphy 5 (P) Tim Stimpson 12 (4K) | Heywood Road, Sale Widzów: 3407 Sędzia: Steve Leyshon |

| 1 października 200015:00 | London Wasps | 53:17 | Northampton Saints                      | Loftus Road, Shepherd’s Bush Widzów: 4612 Sędzia: Brian Campsall |
| 1 października 200015:00 | Alex King 10 (2P) Andy Reed 5 (P) Josh Lewsey 5 (P) Kenny Logan 18 (3pd 4K) Lawrence Dallaglio 5 (P) Paul Volley 5 (P) Trevor Leota 5 (P) | 53:17 | Luca Martin 5 (P) Mark Tucker 7 (2pd K) | Loftus Road, Shepherd’s Bush Widzów: 4612 Sędzia: Brian Campsall |

| 18 listopada 200012:30 | Bristol                                                       | 32:21 | Rotherham Titans                                          | Memorial Stadium, Bristol Widzów: 2380 Sędzia: John Barnard |
| 18 listopada 200012:30 | Ben Sturnham 5 (P) Gareth Baber 5 (P) Steven Vile 22 (2pd 6K) | 32:21 | Chris Murphy 5 (P) Luke Smith 11 (pd 3K) Mike Umaga 5 (P) | Memorial Stadium, Bristol Widzów: 2380 Sędzia: John Barnard |

| 18 listopada 200012:30 | Gloucester                              | 16:15 | Saracens                                   | Kingsholm Stadium, Gloucester Widzów: 5909 Sędzia: Chris Rees |
| 18 listopada 200012:30 | Byron Hayward 11 (pd 3K) Tom Beim 5 (P) | 16:15 | Duncan McRae 5 (pd K) Paul Wallace 10 (2P) | Kingsholm Stadium, Gloucester Widzów: 5909 Sędzia: Chris Rees |
| 18 listopada 200012:30 | Stephan Sanchez                         | 16:15 |                                            | Kingsholm Stadium, Gloucester Widzów: 5909 Sędzia: Chris Rees |

| 18 listopada 200013:00 | Leicester Tigers                             | 28:13 | London Wasps                          | Welford Road, Leicester Widzów: 9300 Sędzia: Nigel Yates |
| 18 listopada 200013:00 | Jamie Hamilton 5 (P) Tim Stimpson 23 (pd 7K) | 28:13 | Alex King 8 (pd 2K) Joe Worsley 5 (P) | Welford Road, Leicester Widzów: 9300 Sędzia: Nigel Yates |

| 18 listopada 200013:00 | Northampton Saints                                               | 26:18 | Newcastle Falcons                                        | Franklin’s Gardens, Northampton Widzów: 6734 Sędzia: Robin Goodliffe |
| 18 listopada 200013:00 | Alistair Hepher 5 (P) Andy Newman 5 (P) Paul Grayson 16 (2pd 4K) | 26:18 | Dave Walder 8 (pd 2K) Inga Tuigamala 5 (P) Tom May 5 (P) | Franklin’s Gardens, Northampton Widzów: 6734 Sędzia: Robin Goodliffe |
| 18 listopada 200013:00 | Tom May · Richard Arnold · Richard Arnold                        | 26:18 |                                                          | Franklin’s Gardens, Northampton Widzów: 6734 Sędzia: Robin Goodliffe |

| 19 listopada 200014:15 | Bath                                                                          | 34:32 | Sale Sharks                                                                             | The Recreation Ground, Bath Widzów: 7348 Sędzia: Ashley Rowden |
| 19 listopada 200014:15 | Ben Clarke 5 (P) John Mallett 5 (P) Jon Preston 19 (2pd 5K) Shaun Berne 5 (P) | 34:32 | Guy Manson-Bishop 5 (P) Matt Moore 5 (P) Nicky Little 12 (3pd 2K) Vaughan Going 10 (2P) | The Recreation Ground, Bath Widzów: 7348 Sędzia: Ashley Rowden |
| 19 listopada 200014:15 | Pete Anglesea                                                                 | 34:32 |                                                                                         | The Recreation Ground, Bath Widzów: 7348 Sędzia: Ashley Rowden |

| 19 listopada 200015:00 | London Irish          | 21:16 | Harlequins                                   | Madejski Stadium, Reading Widzów: 5918 Sędzia: Brian Campsall |
| 19 listopada 200015:00 | Barry Everitt 21 (7K) | 21:16 | Niall Woods 11 (pd 3K) Nick Greenstock 5 (P) | Madejski Stadium, Reading Widzów: 5918 Sędzia: Brian Campsall |

| 24 listopada 200020:00 | Harlequins                               | 13:16 | Leicester Tigers          | Twickenham Stoop, Londyn Widzów: 4613 Sędzia: Steve Leyshon |
| 24 listopada 200020:00 | David Wilson 5 (P) Niall Woods 8 (pd 2K) | 13:16 | Tim Stimpson 16 (P pd 3K) | Twickenham Stoop, Londyn Widzów: 4613 Sędzia: Steve Leyshon |
| 24 listopada 200020:00 | Ed Jennings                              | 13:16 | Ben Kay · Darren Garforth | Twickenham Stoop, Londyn Widzów: 4613 Sędzia: Steve Leyshon |

| 25 listopada 200012:30 | Gloucester                                                   | 26:6 | London Irish             | Kingsholm Stadium, Gloucester Widzów: 5618 Sędzia: Geraint Ashton Jones |
| 25 listopada 200012:30 | Kingsley Jones 5 (P) Simon Mannix 16 (2pd 4K) Tom Beim 5 (P) | 26:6 | Jarrod Cunningham 6 (2K) | Kingsholm Stadium, Gloucester Widzów: 5618 Sędzia: Geraint Ashton Jones |
| 25 listopada 200012:30 | Neal Hatley                                                  | 26:6 |                          | Kingsholm Stadium, Gloucester Widzów: 5618 Sędzia: Geraint Ashton Jones |

| 25 listopada 200013:00 | Northampton Saints                                            | 24:6 | Bristol                       | Franklin’s Gardens, Northampton Widzów: 6093 Sędzia: Nigel Yates |
| 25 listopada 200013:00 | Budge Pountney 5 (P) Matt Allen 5 (P) Paul Grayson 14 (pd 4K) | 24:6 | Steven Vile 6 (2K)            | Franklin’s Gardens, Northampton Widzów: 6093 Sędzia: Nigel Yates |
| 25 listopada 200013:00 | Mattie Stewart                                                | 24:6 | Garath Archer · Garath Archer | Franklin’s Gardens, Northampton Widzów: 6093 Sędzia: Nigel Yates |

| 26 listopada 200014:15 | Bath                                                                                            | 42:19 | Rotherham Titans                          | The Recreation Ground, Bath Widzów: 7100 Sędzia: Tim Miller |
| 26 listopada 200014:15 | Dan Lyle 10 (2P) Kevin Maggs 5 (P) Mark Gabey 5 (P) Rob Thirlby 5 (P) Shaun Berne 17 (P 3pd 2K) | 42:19 | Luke Smith 14 (pd 4K) Stuart Turner 5 (P) | The Recreation Ground, Bath Widzów: 7100 Sędzia: Tim Miller |

| 26 listopada 200014:30 | Newcastle Falcons          | 32:27 | Saracens                                                         | Kingston Park, Newcastle upon Tyne Widzów: 5473 Sędzia: Roy Maybank |
| 26 listopada 200014:30 | Dave Walder 32 (2P 2pd 6K) | 32:27 | Duncan McRae 12 (3pd 2K) Gerald Arasa 10 (2P) Scott Murray 5 (P) | Kingston Park, Newcastle upon Tyne Widzów: 5473 Sędzia: Roy Maybank |
| 26 listopada 200014:30 | Stuart Grimes              | 32:27 |                                                                  | Kingston Park, Newcastle upon Tyne Widzów: 5473 Sędzia: Roy Maybank |

| 26 listopada 200015:00 | London Wasps                                                                   | 33:24 | Sale Sharks                                                 | Loftus Road, Shepherd’s Bush Widzów: 3087 Sędzia: Chris Rees |
| 26 listopada 200015:00 | Josh Lewsey 5 (P) Kenny Logan 18 (3pd 4K) Rob Henderson 5 (P) Simon Shaw 5 (P) | 33:24 | Bryan Redpath 5 (P) Mel Deane 5 (P) Nicky Little 14 (pd 4K) | Loftus Road, Shepherd’s Bush Widzów: 3087 Sędzia: Chris Rees |

| 2 grudnia 200012:30 | Bristol                                          | 16:9 | Bath                                 | Memorial Stadium, Bristol Widzów: 6335 Sędzia: Chris Rees |
| 2 grudnia 200012:30 | Agustín Pichot 5 (P) Felipe Contepomi 11 (pd 3K) | 16:9 | Jon Preston 3 (K) Shaun Berne 6 (2K) | Memorial Stadium, Bristol Widzów: 6335 Sędzia: Chris Rees |
| 2 grudnia 200012:30 | Dan Lyle                                         | 16:9 |                                      | Memorial Stadium, Bristol Widzów: 6335 Sędzia: Chris Rees |

| 2 grudnia 200013:00 | Leicester Tigers                              | 31:28 | Gloucester                                                                          | Welford Road, Leicester Widzów: 11800 Sędzia: Brian Campsall |
| 2 grudnia 200013:00 | Freddie Tuilagi 5 (P) Tim Stimpson 26 (pd 8K) | 31:28 | Andy Deacon 5 (P) Byron Hayward 13 (2pd 3K) Chris Yates 5 (P) Junior Paramore 5 (P) | Welford Road, Leicester Widzów: 11800 Sędzia: Brian Campsall |
| 2 grudnia 200013:00 | Herve Gregoire-Mazzocco                       | 31:28 |                                                                                     | Welford Road, Leicester Widzów: 11800 Sędzia: Brian Campsall |

| 2 grudnia 200013:00 | Rotherham Titans      | 15:30 | London Wasps                                                                  | Clifton Lane, Rotherham Widzów: 2100 Sędzia: Steve Lander |
| 2 grudnia 200013:00 | Luke Smith 15 (dg 4K) | 15:30 | Alex King 5 (P) Kenny Logan 15 (3pd 3K) Paul Sampson 5 (P) Shane Roiser 5 (P) | Clifton Lane, Rotherham Widzów: 2100 Sędzia: Steve Lander |
| 2 grudnia 200013:00 | Dan Cook              | 15:30 |                                                                               | Clifton Lane, Rotherham Widzów: 2100 Sędzia: Steve Lander |

| 2 grudnia 200013:00 | Sale Sharks                                                                               | 35:10 | Harlequins                            | Heywood Road, Sale Widzów: 2002 Sędzia: Tim Miller |
| 2 grudnia 200013:00 | Charlie Hodgson 8 (pd 2K) Jason Robinson 10 (2P) Nicky Little 2 (pd) Steve Hanley 15 (3P) | 35:10 | Joe Powell 5 (P) Niall Woods 5 (pd K) | Heywood Road, Sale Widzów: 2002 Sędzia: Tim Miller |

| 3 grudnia 200015:00 | Saracens                                     | 10:30 | Northampton Saints                                                          | Vicarage Road, Watford Widzów: 10483 Sędzia: Ed Morrison |
| 3 grudnia 200015:00 | Duncan McRae 5 (pd K) Richard Haughton 5 (P) | 10:30 | Alistair Hepher 3 (dg) Joe Shaw 5 (P) Pat Lam 5 (P) Paul Grayson 17 (pd 5K) | Vicarage Road, Watford Widzów: 10483 Sędzia: Ed Morrison |
| 3 grudnia 200015:00 | Kris Chesney                                 | 10:30 |                                                                             | Vicarage Road, Watford Widzów: 10483 Sędzia: Ed Morrison |

| 5 grudnia 200020:00 | London Irish                      | 19:17 | Newcastle Falcons                        | Madejski Stadium, Reading Widzów: 4612 Sędzia: Chris White |
| 5 grudnia 200020:00 | Barry Everitt 14 (pd 4K)          | 19:17 | Dave Walder 12 (4K) Gareth MacLure 5 (P) | Madejski Stadium, Reading Widzów: 4612 Sędzia: Chris White |
| 5 grudnia 200020:00 | Dinos Alexopoulos · Junior Tonu'u | 19:17 |                                          | Madejski Stadium, Reading Widzów: 4612 Sędzia: Chris White |

| 16 grudnia 200014:00 | Northampton Saints                                                                 | 34:15 | Gloucester                                  | Franklin’s Gardens, Northampton Widzów: 7225 Sędzia: Steve Leyshon |
| 16 grudnia 200014:00 | Ben Cohen 5 (P) Harvey Thorneycroft 5 (P) Matt Allen 5 (P) Matt Dawson 19 (2pd 5K) | 34:15 | Elton Moncrieff 3 (dg) Simon Mannix 12 (4K) | Franklin’s Gardens, Northampton Widzów: 7225 Sędzia: Steve Leyshon |
| 16 grudnia 200014:00 | Luca Martin                                                                        | 34:15 | Junior Paramore                             | Franklin’s Gardens, Northampton Widzów: 7225 Sędzia: Steve Leyshon |

| 16 grudnia 200015:00 | Leicester Tigers                                               | 27:19 | Bath                                      | Welford Road, Leicester Widzów: 14552 Sędzia: Robin Goodliffe |
| 16 grudnia 200015:00 | Graham Rowntree 5 (P) Pat Howard 5 (P) Tim Stimpson 17 (pd 5K) | 27:19 | Gareth Cooper 5 (P) Matt Perry 14 (pd 4K) | Welford Road, Leicester Widzów: 14552 Sędzia: Robin Goodliffe |
| 16 grudnia 200015:00 | Austin Healey                                                  | 27:19 |                                           | Welford Road, Leicester Widzów: 14552 Sędzia: Robin Goodliffe |

| 16 grudnia 200015:00 | London Irish                             | 14:13 | London Wasps                             | Madejski Stadium, Reading Widzów: 5220 Sędzia: John Barnard |
| 16 grudnia 200015:00 | Barry Everitt 9 (3K) Junior Tonu'u 5 (P) | 14:13 | Kenny Logan 8 (pd 2K) Trevor Leota 5 (P) | Madejski Stadium, Reading Widzów: 5220 Sędzia: John Barnard |
| 16 grudnia 200015:00 | Richard Bates                            | 14:13 | Joe Worsley                              | Madejski Stadium, Reading Widzów: 5220 Sędzia: John Barnard |

| 16 grudnia 200015:00 | Sale Sharks | 45:12 | Rotherham Titans   | Heywood Road, Sale Widzów: 2200 Sędzia: Geraint Ashton Jones |
| 16 grudnia 200015:00 | Bryan Redpath 5 (P) Charlie Hodgson 23 (2P 2pd 3K) Dan Harris 5 (P) Duncan Bell 5 (P) Nicky Little 2 (pd) Steve Hanley 5 (P) | 45:12 | Luke Smith 12 (4K) | Heywood Road, Sale Widzów: 2200 Sędzia: Geraint Ashton Jones |
| 16 grudnia 200015:00 | Rob Appleyard | 45:12 |                    | Heywood Road, Sale Widzów: 2200 Sędzia: Geraint Ashton Jones |

| 17 grudnia 200015:00 | Bristol                                                            | 27:14 | Newcastle Falcons                       | Memorial Stadium, Bristol Widzów: 3687 Sędzia: Brian Campsall |
| 17 grudnia 200015:00 | David Rees 5 (P) Felipe Contepomi 17 (P 3pd 2K) Gareth Baber 5 (P) | 27:14 | Jonny Wilkinson 9 (dg 2K) Tom May 5 (P) | Memorial Stadium, Bristol Widzów: 3687 Sędzia: Brian Campsall |

| 17 grudnia 200015:00 | Saracens                              | 26:18 | Harlequins          | Vicarage Road, Watford Widzów: 7681 Sędzia: Ashley Rowden |
| 17 grudnia 200015:00 | Dan Luger 5 (P) Kevin Sorrell 21 (7K) | 26:18 | Niall Woods 18 (6K) | Vicarage Road, Watford Widzów: 7681 Sędzia: Ashley Rowden |

| 23 grudnia 200014:00 | Sale Sharks                                                        | 25:26 | Bristol                                                            | Heywood Road, Sale Widzów: 2631 Sędzia: Roy Maybank |
| 23 grudnia 200014:00 | Charlie Hodgson 14 (pd 4K) Nicky Little 6 (2K) Vaughan Going 5 (P) | 25:26 | David Rees 5 (P) Felipe Contepomi 16 (2pd 4K) Paul Johnstone 5 (P) | Heywood Road, Sale Widzów: 2631 Sędzia: Roy Maybank |
| 23 grudnia 200014:00 | Pete Anglesea                                                      | 25:26 | Darren Crompton · Kris Fullman                                     | Heywood Road, Sale Widzów: 2631 Sędzia: Roy Maybank |

| 23 grudnia 200014:15 | Bath | 56:20 | London Irish                                                                         | The Recreation Ground, Bath Widzów: 7317 Sędzia: Brian Campsall |
| 23 grudnia 200014:15 | Gareth Cooper 10 (2P) Iain Balshaw 5 (P) Jon Preston 4 (2pd) Kevin Maggs 5 (P) Matt Perry 17 (4pd 3K) Mike Catt 5 (P) Mike Tindall 5 (P) Shaun Berne 5 (P) | 56:20 | Jarrod Cunningham 8 (pd 2K) Matt Oliver 5 (P) Mike Worsley 5 (P) Rob Ashforth 2 (pd) | The Recreation Ground, Bath Widzów: 7317 Sędzia: Brian Campsall |

| 23 grudnia 200014:15 | Rotherham Titans  | 9:27 | Leicester Tigers                                                 | Clifton Lane, Rotherham Widzów: 4000 Sędzia: Ed Morrison |
| 23 grudnia 200014:15 | Luke Smith 9 (3K) | 9:27 | Martin Johnson 5 (P) Ollie Smith 5 (P) Steve Booth 17 (P 3pd 2K) | Clifton Lane, Rotherham Widzów: 4000 Sędzia: Ed Morrison |

| 23 grudnia 200015:00 | Gloucester                                                                     | 28:13 | Newcastle Falcons            | Kingsholm Stadium, Gloucester Widzów: 7455 Sędzia: Tony Spreadbury |
| 23 grudnia 200015:00 | Jason Little 5 (P) Mark Cornwell 5 (P) Simon Mannix 13 (2pd 3K) Tom Beim 5 (P) | 28:13 | Jonny Wilkinson 13 (P pd 2K) | Kingsholm Stadium, Gloucester Widzów: 7455 Sędzia: Tony Spreadbury |
| 23 grudnia 200015:00 | Kingsley Jones                                                                 | 28:13 | Marius Hurter                | Kingsholm Stadium, Gloucester Widzów: 7455 Sędzia: Tony Spreadbury |

| 23 grudnia 200015:00 | London Wasps                                                                           | 25:6 | Saracens             | Loftus Road, Shepherd’s Bush Widzów: 7835 Sędzia: Steve Lander |
| 23 grudnia 200015:00 | Kenny Logan 10 (2pd 2K) Lawrence Dallaglio 5 (P) Paul Sampson 5 (P) Trevor Leota 5 (P) | 25:6 | Kevin Sorrell 6 (2K) | Loftus Road, Shepherd’s Bush Widzów: 7835 Sędzia: Steve Lander |
| 23 grudnia 200015:00 | Paul Sampson                                                                           | 25:6 |                      | Loftus Road, Shepherd’s Bush Widzów: 7835 Sędzia: Steve Lander |

| 23 grudnia 200015:00 | Harlequins                                                                                            | 25:34 | Northampton Saints                                                                | Twickenham Stoop, Londyn Widzów: 4128 Sędzia: Chris White |
| 23 grudnia 200015:00 | Ben Gollings 5 (P) Brendon Daniel 5 (P) Craig Chalmers 2 (pd) Ed Jennings 5 (P) Niall Woods 8 (pd 2K) | 25:34 | Alistair Hepher 10 (2P) Ben Cohen 5 (P) Luca Martin 5 (P) Matt Dawson 14 (4pd 2K) | Twickenham Stoop, Londyn Widzów: 4128 Sędzia: Chris White |
| 23 grudnia 200015:00 | Ben Cohen · Mattie Stewart                                                                            | 25:34 |                                                                                   | Twickenham Stoop, Londyn Widzów: 4128 Sędzia: Chris White |

| 26 grudnia 200014:15 | Bath                                     | 16:17 | Leicester Tigers                                      | The Recreation Ground, Bath Widzów: 8500 Sędzia: Chris White |
| 26 grudnia 200014:15 | Iain Balshaw 5 (P) Matt Perry 11 (pd 3K) | 16:17 | Andy Goode 3 (dg) Neil Back 5 (P) Tim Stimpson 9 (3K) | The Recreation Ground, Bath Widzów: 8500 Sędzia: Chris White |
| 26 grudnia 200014:15 | Mark Regan                               | 16:17 |                                                       | The Recreation Ground, Bath Widzów: 8500 Sędzia: Chris White |

| 27 grudnia 200014:30 | Newcastle Falcons                                                 | 23:15 | Bristol                                       | Kingston Park, Newcastle upon Tyne Widzów: 3738 Sędzia: Steve Lander |
| 27 grudnia 200014:30 | Gary Armstrong 5 (P) Jonny Wilkinson 13 (2pd 3K) Micky Ward 5 (P) | 23:15 | Felipe Contepomi 5 (pd K) Luke Nabaro 10 (2P) | Kingston Park, Newcastle upon Tyne Widzów: 3738 Sędzia: Steve Lander |
| 27 grudnia 200014:30 | Doddie Weir                                                       | 23:15 | Gareth Baber                                  | Kingston Park, Newcastle upon Tyne Widzów: 3738 Sędzia: Steve Lander |

| 27 grudnia 200015:00 | Harlequins                              | 14:30 | Saracens                                                                       | Twickenham Stoop, Londyn Widzów: 5089 Sędzia: Trevor Fisher |
| 27 grudnia 200015:00 | Brendon Daniel 5 (P) Niall Woods 9 (3K) | 14:30 | Dan Luger 5 (P) Kevin Sorrell 15 (P 2pd 2K) Tim Horan 5 (P) Tony Diprose 5 (P) | Twickenham Stoop, Londyn Widzów: 5089 Sędzia: Trevor Fisher |

| 27 grudnia 200019:30 | Gloucester                                | 12:15 | Northampton Saints   | Kingsholm Stadium, Gloucester Widzów: 9859 Sędzia: Robin Goodliffe |
| 27 grudnia 200019:30 | Simon Mannix 5 (P) Terry Fanolua 7 (P pd) | 12:15 | Paul Grayson 15 (5K) | Kingsholm Stadium, Gloucester Widzów: 9859 Sędzia: Robin Goodliffe |

| 27 grudnia 200019:45 | London Wasps                                                  | 29:16 | London Irish                               | Loftus Road, Shepherd’s Bush Widzów: 5084 Sędzia: Steve Leyshon |
| 27 grudnia 200019:45 | Kenny Logan 19 (2pd 5K) Paul Sampson 5 (P) Trevor Leota 5 (P) | 29:16 | Barry Everitt 11 (pd 3K) Paul Sackey 5 (P) | Loftus Road, Shepherd’s Bush Widzów: 5084 Sędzia: Steve Leyshon |
| 27 grudnia 200019:45 | Steve Williams                                                | 29:16 |                                            | Loftus Road, Shepherd’s Bush Widzów: 5084 Sędzia: Steve Leyshon |

| 30 grudnia 200015:00 | Northampton Saints         | 18:21 | London Wasps                                                                 | Franklin’s Gardens, Northampton Widzów: 9437 Sędzia: Brian Campsall |
| 30 grudnia 200015:00 | Paul Grayson 18 (6K)       | 18:21 | Alex King 6 (dg K) Joe Worsley 5 (P) Kenny Logan 5 (pd K) Paul Sampson 5 (P) | Franklin’s Gardens, Northampton Widzów: 9437 Sędzia: Brian Campsall |
| 30 grudnia 200015:00 | Paul Volley · Trevor Leota | 18:21 |                                                                              | Franklin’s Gardens, Northampton Widzów: 9437 Sędzia: Brian Campsall |

| 30 grudnia 200015:00 | Saracens                                | 11:31 | Bath                                                                          | Vicarage Road, Watford Widzów: 11192 Sędzia: John Barnard |
| 30 grudnia 200015:00 | Kevin Sorrell 6 (2K) Richard Hill 5 (P) | 11:31 | Andy Long 5 (P) Iain Balshaw 5 (P) Matt Perry 11 (4pd K) Mike Tindall 10 (2P) | Vicarage Road, Watford Widzów: 11192 Sędzia: John Barnard |
| 30 grudnia 200015:00 | Robbie Russell                          | 11:31 | John Mallett · Nathan Thomas                                                  | Vicarage Road, Watford Widzów: 11192 Sędzia: John Barnard |

| 6 stycznia 200114:15 | Bath                                                                                              | 36:13 | Northampton Saints                        | The Recreation Ground, Bath Widzów: 7802 Sędzia: Steve Lander |
| 6 stycznia 200114:15 | Gareth Cooper 5 (P) Iain Balshaw 5 (P) Matt Perry 11 (4pd K) Mike Tindall 5 (P) Tom Voyce 10 (2P) | 36:13 | James Brooks 5 (P) Paul Grayson 8 (pd 2K) | The Recreation Ground, Bath Widzów: 7802 Sędzia: Steve Lander |

| 6 stycznia 200114:15 | Rotherham Titans                                       | 19:8 | Saracens                               | Clifton Lane, Rotherham Widzów: 3500 Sędzia: Chris White |
| 6 stycznia 200114:15 | Mike Umaga 9 (3K) Peter Massey 5 (P) Simon Binns 5 (P) | 19:8 | Kevin Sorrell 3 (K) Tony Diprose 5 (P) | Clifton Lane, Rotherham Widzów: 3500 Sędzia: Chris White |
| 6 stycznia 200114:15 | Leon Greeff · Simon Bunting                            | 19:8 |                                        | Clifton Lane, Rotherham Widzów: 3500 Sędzia: Chris White |

| 6 stycznia 200115:00 | Bristol                  | 18:9 | Gloucester          | Memorial Stadium, Bristol Widzów: 6781 Sędzia: Ashley Rowden |
| 6 stycznia 200115:00 | Felipe Contepomi 18 (6K) | 18:9 | Simon Mannix 9 (3K) | Memorial Stadium, Bristol Widzów: 6781 Sędzia: Ashley Rowden |
| 6 stycznia 200115:00 | Olivier Azam             | 18:9 |                     | Memorial Stadium, Bristol Widzów: 6781 Sędzia: Ashley Rowden |

| 6 lutego 200119:45 | Leicester Tigers                           | 17:10 | Bristol                      | Welford Road, Leicester Widzów: 12332 Sędzia: Brian Campsall |
| 6 lutego 200119:45 | Tim Stimpson 12 (4K) Winston Stanley 5 (P) | 17:10 | Felipe Contepomi 10 (P pd K) | Welford Road, Leicester Widzów: 12332 Sędzia: Brian Campsall |

| 6 lutego 200120:00 | Harlequins                                                      | 21:19 | Gloucester                                                              | Twickenham Stoop, Londyn Widzów: 4800 Sędzia: Geraint Ashton Jones |
| 6 lutego 200120:00 | Ben Gollings 5 (P) Pat Sanderson 5 (P) Paul Burke 11 (pd dg 2K) | 21:19 | Byron Hayward 8 (pd 2K) Rory Greenslade-Jones 5 (P) Simon Mannix 6 (2K) | Twickenham Stoop, Londyn Widzów: 4800 Sędzia: Geraint Ashton Jones |
| 6 lutego 200120:00 | David Wilson · Nick Burrows                                     | 21:19 |                                                                         | Twickenham Stoop, Londyn Widzów: 4800 Sędzia: Geraint Ashton Jones |

| 10 lutego 200114:00 | Northampton Saints | 42:0 | Rotherham Titans | Franklin’s Gardens, Northampton Widzów: 8062 Sędzia: Ed Morrison |
| 10 lutego 200114:00 | Alistair Hepher 13 (2pd 3K) Andrew Blowers 5 (P) Ben Cohen 10 (2P) Joe Shaw 5 (P) John Leslie 5 (P) Paul Grayson 4 (2pd) | 42:0 |                  | Franklin’s Gardens, Northampton Widzów: 8062 Sędzia: Ed Morrison |
| 10 lutego 200114:00 | Glenn Kenworthy | 42:0 |                  | Franklin’s Gardens, Northampton Widzów: 8062 Sędzia: Ed Morrison |

| 10 lutego 200115:00 | Gloucester          | 3:28 | London Wasps                                                                    | Kingsholm Stadium, Gloucester Widzów: 6940 Sędzia: Robin Goodliffe |
| 10 lutego 200115:00 | Byron Hayward 3 (K) | 3:28 | Joe Worsley 5 (P) Kenny Logan 13 (2pd 3K) Paul Volley 5 (P) Rob Henderson 5 (P) | Kingsholm Stadium, Gloucester Widzów: 6940 Sędzia: Robin Goodliffe |
| 10 lutego 200115:00 | Byron Hayward       | 3:28 | Lawrence Dallaglio · Paul Volley                                                | Kingsholm Stadium, Gloucester Widzów: 6940 Sędzia: Robin Goodliffe |

| 10 lutego 200115:00 | London Irish         | 9:28 | Leicester Tigers                                              | Madejski Stadium, Reading Widzów: 7531 Sędzia: Stuart Dickinson |
| 10 lutego 200115:00 | Barry Everitt 9 (3K) | 9:28 | Geordan Murphy 5 (P) Neil Back 5 (P) Tim Stimpson 18 (2P 4pd) | Madejski Stadium, Reading Widzów: 7531 Sędzia: Stuart Dickinson |

| 11 lutego 200114:30 | Newcastle Falcons                                                                         | 24:23 | Bath                                                       | Kingston Park, Newcastle upon Tyne Widzów: 7319 Sędzia: John Barnard |
| 11 lutego 200114:30 | Dave Walder 5 (P) Gary Armstrong 5 (P) Jonny Wilkinson 9 (P 2pd) Michael Stephenson 5 (P) | 24:23 | Jon Preston 8 (pd 2K) Mike Tindall 5 (P) Tom Voyce 10 (2P) | Kingston Park, Newcastle upon Tyne Widzów: 7319 Sędzia: John Barnard |

| 11 lutego 200115:00 | Bristol                                         | 13:9 | Harlequins                              | Memorial Stadium, Bristol Widzów: 4600 Sędzia: Chris White |
| 11 lutego 200115:00 | Felipe Contepomi 8 (pd 2K) Paul Johnstone 5 (P) | 13:9 | Paul Burke 6 (2K) Will Greenwood 3 (dg) | Memorial Stadium, Bristol Widzów: 4600 Sędzia: Chris White |

| 11 lutego 200115:00 | Saracens | 44:30 | Sale Sharks                                        | Vicarage Road, Watford Widzów: 7115 Sędzia: Steve Lander |
| 11 lutego 200115:00 | Danny Grewcock 5 (P) Darragh O’Mahony 5 (P) Kevin Sorrell 14 (4pd 2K) Matt Cairns 5 (P) Richard Hill 5 (P) Tim Horan 5 (P) Tom Shanklin 5 (P) | 44:30 | Charlie Hodgson 25 (2P 3pd 3K) Vaughan Going 5 (P) | Vicarage Road, Watford Widzów: 7115 Sędzia: Steve Lander |
| 11 lutego 200115:00 | Danny Grewcock | 44:30 | Mel Deane                                          | Vicarage Road, Watford Widzów: 7115 Sędzia: Steve Lander |

| 20 lutego 200120:00 | London Irish | 54:11 | Rotherham Titans                                        | Madejski Stadium, Reading Widzów: 2504 Sędzia: Nigel Yates |
| 20 lutego 200120:00 | Barry Everitt 24 (6pd 4K) Dinos Alexopoulos 5 (P) Geoff Appleford 5 (P) Neal Hatley 5 (P) Nnamdi Ezulike 5 (P) Paul Sackey 5 (P) Ryan Strudwick 5 (P) | 54:11 | Mike Umaga 3 (K) Simon Binns 3 (dg) Zak Feauʻnati 5 (P) | Madejski Stadium, Reading Widzów: 2504 Sędzia: Nigel Yates |
| 20 lutego 200120:00 | Glenn Kenworthy | 54:11 |                                                         | Madejski Stadium, Reading Widzów: 2504 Sędzia: Nigel Yates |

| 24 lutego 200114:15 | Bath | 50:16 | Gloucester                                  | The Recreation Ground, Bath Widzów: 8200 Sędzia: John Barnard |
| 24 lutego 200114:15 | Ben Clarke 5 (P) Iain Balshaw 5 (P) Jon Preston 18 (3pd 4K) Matt Perry 7 (P pd) Mike Catt 10 (2P) Shaun Berne 5 (P) | 50:16 | Chris Catling 5 (P) Simon Mannix 11 (pd 3K) | The Recreation Ground, Bath Widzów: 8200 Sędzia: John Barnard |
| 24 lutego 200114:15 | Jake Boer | 50:16 |                                             | The Recreation Ground, Bath Widzów: 8200 Sędzia: John Barnard |

| 24 lutego 200115:00 | Leicester Tigers                                                         | 56:15 | Saracens                                                             | Welford Road, Leicester Widzów: 14212 Sędzia: Chris White |
| 24 lutego 200115:00 | Darren Garforth 5 (P) Geordan Murphy 20 (4P) Tim Stimpson 31 (2P 6pd 3K) | 56:15 | Darragh O’Mahony 5 (P) Duncan McRae 5 (pd dg) Richard Haughton 5 (P) | Welford Road, Leicester Widzów: 14212 Sędzia: Chris White |
| 24 lutego 200115:00 | Adam Balding                                                             | 56:15 |                                                                      | Welford Road, Leicester Widzów: 14212 Sędzia: Chris White |

| 24 lutego 200115:00 | London Irish                             | 26:26 | Bristol                                                         | Madejski Stadium, Reading Widzów: 3349 Sędzia: Robin Goodliffe |
| 24 lutego 200115:00 | Barry Everitt 21 (7K) Jason Wright 5 (P) | 26:26 | David Rees 5 (P) Felipe Contepomi 16 (2pd 4K) Jamie Mayer 5 (P) | Madejski Stadium, Reading Widzów: 3349 Sędzia: Robin Goodliffe |
| 24 lutego 200115:00 | Richard Bates                            | 26:26 | Adam Vander · Garath Archer                                     | Madejski Stadium, Reading Widzów: 3349 Sędzia: Robin Goodliffe |

| 24 lutego 200115:00 | Northampton Saints                                                            | 32:26 | Sale Sharks                                                          | Franklin’s Gardens, Northampton Widzów: 7849 Sędzia: Tony Spreadbury |
| 24 lutego 200115:00 | Ben Cohen 5 (P) Budge Pountney 5 (P) Paul Grayson 17 (pd 5K) Tim Rodber 5 (P) | 32:26 | Charlie Hodgson 16 (2pd 4K) Jason Robinson 5 (P) Jos Baxendell 5 (P) | Franklin’s Gardens, Northampton Widzów: 7849 Sędzia: Tony Spreadbury |
| 24 lutego 200115:00 | Pete Anglesea                                                                 | 32:26 |                                                                      | Franklin’s Gardens, Northampton Widzów: 7849 Sędzia: Tony Spreadbury |

| 6 marca 200119:15 | Newcastle Falcons                           | 22:24 | Harlequins                                                  | Kingston Park, Newcastle upon Tyne Widzów: 3620 Sędzia: Brian Campsall |
| 6 marca 200119:15 | Dave Walder 17 (pd 5K) Gareth MacLure 5 (P) | 22:24 | David Wilson 5 (P) Paul Burke 14 (pd 4K) Ryan O’Neill 5 (P) | Kingston Park, Newcastle upon Tyne Widzów: 3620 Sędzia: Brian Campsall |

| 6 marca 200119:45 | Leicester Tigers                                                | 24:12 | Sale Sharks          | Welford Road, Leicester Widzów: 9000 Sędzia: Ashley Rowden |
| 6 marca 200119:45 | Adam Balding 5 (P) Martin Johnson 5 (P) Tim Stimpson 14 (pd 4K) | 24:12 | Nicky Little 12 (4K) | Welford Road, Leicester Widzów: 9000 Sędzia: Ashley Rowden |
| 6 marca 200119:45 | Steve Booth                                                     | 24:12 | Jos Baxendell        | Welford Road, Leicester Widzów: 9000 Sędzia: Ashley Rowden |

| 10 marca 200114:15 | Northampton Saints | 9:12 | Leicester Tigers     | Franklin’s Gardens, Northampton Widzów: 10000 Sędzia: Robin Goodliffe |
| 10 marca 200114:15 | Matt Dawson 9 (3K) | 9:12 | Tim Stimpson 12 (4K) | Franklin’s Gardens, Northampton Widzów: 10000 Sędzia: Robin Goodliffe |
| 10 marca 200114:15 | Budge Pountney     | 9:12 |                      | Franklin’s Gardens, Northampton Widzów: 10000 Sędzia: Robin Goodliffe |

| 10 marca 200115:00 | Gloucester | 50:17 | Rotherham Titans                                       | Kingsholm Stadium, Gloucester Widzów: 5850 Sędzia: Tony Spreadbury |
| 10 marca 200115:00 | Byron Hayward 2 (pd) Chris Catling 5 (P) James Simpson-Daniel 5 (P) Jason Little 5 (P) Mark Cornwell 5 (P) Robert Todd 5 (P) Simon Mannix 13 (5pd K) Tom Beim 5 (P) | 50:17 | Mike Umaga 7 (2pd K) Mike Wood 5 (P) Simon Binns 5 (P) | Kingsholm Stadium, Gloucester Widzów: 5850 Sędzia: Tony Spreadbury |
| 10 marca 200115:00 | Olivier Azam | 50:17 | Mike Umaga                                             | Kingsholm Stadium, Gloucester Widzów: 5850 Sędzia: Tony Spreadbury |

| 10 marca 200115:00 | Harlequins                                                     | 24:22 | Bath                                  | Twickenham Stoop, Londyn Widzów: 7067 Sędzia: Ashley Rowden |
| 10 marca 200115:00 | Daren O’Leary 5 (P) Paul Burke 14 (pd 4K) Will Greenwood 5 (P) | 24:22 | Matt Perry 17 (pd 5K) Tom Voyce 5 (P) | Twickenham Stoop, Londyn Widzów: 7067 Sędzia: Ashley Rowden |

| 11 marca 200114:30 | Newcastle Falcons | 48:24 | Sale Sharks                                                                                              | Kingston Park, Newcastle upon Tyne Widzów: 3318 Sędzia: Ed Morrison |
| 11 marca 200114:30 | Dave Walder 5 (P) Doddie Weir 5 (P) Gary Armstrong 5 (P) Jonny Wilkinson 13 (5pd K) Michael Stephenson 10 (2P) Stuart Grimes 5 (P) Tom May 5 (P) | 48:24 | Charlie Hodgson 5 (pd K) Duncan Bell 5 (P) Guy Manson-Bishop 5 (P) Matt Moore 5 (P) Nicky Little 4 (2pd) | Kingston Park, Newcastle upon Tyne Widzów: 3318 Sędzia: Ed Morrison |
| 11 marca 200114:30 | Epi Taione | 48:24 | Andy Morris · Bryan Redpath                                                                              | Kingston Park, Newcastle upon Tyne Widzów: 3318 Sędzia: Ed Morrison |

| 11 marca 200115:00 | Bristol                  | 12:24 | London Wasps                                                                  | Memorial Stadium, Bristol Widzów: 5444 Sędzia: John Barnard |
| 11 marca 200115:00 | Felipe Contepomi 12 (4K) | 12:24 | Joe Beardshaw 5 (P) Joe Worsley 5 (P) Josh Lewsey 5 (P) Kenny Logan 9 (3pd K) | Memorial Stadium, Bristol Widzów: 5444 Sędzia: John Barnard |

| 11 marca 200115:00 | Saracens | 35:22 | London Irish                                     | Vicarage Road, Watford Widzów: 7913 Sędzia: Brian Campsall |
| 11 marca 200115:00 | Darragh O’Mahony 5 (P) Duncan McRae 7 (2pd dg) Gerald Arasa 5 (P) Kevin Sorrell 3 (K) Richard Haughton 5 (P) Tim Horan 5 (P) Tony Roques 5 (P) | 35:22 | Barry Everitt 12 (P 2pd K) Geoff Appleford 5 (P) | Vicarage Road, Watford Widzów: 7913 Sędzia: Brian Campsall |

| 14 marca 200120:00 | London Irish                              | 13:58 | Bath | Madejski Stadium, Reading Widzów: 5303 Sędzia: Steve Leyshon |
| 14 marca 200120:00 | Barry Everitt 8 (pd 2K) Matt Oliver 5 (P) | 13:58 | Jon Preston 21 (6pd 3K) Martin Haag 5 (P) Matt Perry 2 (pd) Mike Catt 15 (3P) Nathan Thomas 5 (P) Rob Thirlby 5 (P) Shaun Berne 5 (P) | Madejski Stadium, Reading Widzów: 5303 Sędzia: Steve Leyshon |

| 17 marca 200112:15 | Leicester Tigers | 51:7 | Newcastle Falcons                       | Welford Road, Leicester Widzów: 15009 Sędzia: Tony Spreadbury |
| 17 marca 200112:15 | Andy Goode 5 (P) Leon Lloyd 5 (P) Neil Back 10 (2P) Steve Booth 5 (P) Tim Stimpson 21 (2P 4pd K) Winston Stanley 5 (P) | 51:7 | Dave Walder 2 (pd) Gareth MacLure 5 (P) | Welford Road, Leicester Widzów: 15009 Sędzia: Tony Spreadbury |
| 17 marca 200112:15 | Michael Stephenson | 51:7 |                                         | Welford Road, Leicester Widzów: 15009 Sędzia: Tony Spreadbury |

| 17 marca 200114:15 | Bath                                   | 16:13 | London Wasps                                             | The Recreation Ground, Bath Widzów: 8200 Sędzia: Brian Campsall |
| 17 marca 200114:15 | Jon Preston 11 (pd 3K) Mike Catt 5 (P) | 16:13 | Alex King 3 (K) Lawrence Scrase 5 (P) Paul Sampson 5 (P) | The Recreation Ground, Bath Widzów: 8200 Sędzia: Brian Campsall |
| 17 marca 200114:15 | Fraser Waters                          | 16:13 |                                                          | The Recreation Ground, Bath Widzów: 8200 Sędzia: Brian Campsall |

| 17 marca 200114:15 | Rotherham Titans   | 12:32 | Harlequins | Clifton Lane, Rotherham Widzów: 2000 Sędzia: Nigel Yates |
| 17 marca 200114:15 | Mike Umaga 12 (4K) | 12:32 | Craig Chalmers 4 (2pd) Daren O’Leary 5 (P) Keith Wood 5 (P) Paul Burke 8 (pd dg K) Rob Jewell 5 (P) Roy Winters 5 (P) | Clifton Lane, Rotherham Widzów: 2000 Sędzia: Nigel Yates |

| 17 marca 200115:00 | London Irish                              | 13:10 | Northampton Saints                         | Madejski Stadium, Reading Widzów: 12037 Sędzia: Ed Morrison |
| 17 marca 200115:00 | Barry Everitt 8 (pd 2K) Paul Sackey 5 (P) | 13:10 | Alistair Hepher 5 (pd K) Mark Tucker 5 (P) | Madejski Stadium, Reading Widzów: 12037 Sędzia: Ed Morrison |

| 17 marca 200115:00 | Sale Sharks                                     | 16:24 | Gloucester                                   | Heywood Road, Sale Widzów: 3514 Sędzia: Robin Goodliffe |
| 17 marca 200115:00 | Charlie Hodgson 11 (pd 3K) Jason Robinson 5 (P) | 16:24 | Jason Little 10 (2P) Simon Mannix 14 (pd 4K) | Heywood Road, Sale Widzów: 3514 Sędzia: Robin Goodliffe |
| 17 marca 200115:00 | Chris Fortey                                    | 16:24 |                                              | Heywood Road, Sale Widzów: 3514 Sędzia: Robin Goodliffe |

| 18 marca 200115:00 | Saracens                                                       | 24:13 | Bristol                                      | Vicarage Road, Watford Widzów: 12843 Sędzia: Ashley Rowden |
| 18 marca 200115:00 | Duncan McRae 14 (pd 4K) Julian White 5 (P) Kevin Sorrell 5 (P) | 24:13 | Felipe Contepomi 8 (pd 2K) Jamie Mayer 5 (P) | Vicarage Road, Watford Widzów: 12843 Sędzia: Ashley Rowden |
| 18 marca 200115:00 | James Parkes · Kieran Roche                                    | 24:13 | Darren Crompton                              | Vicarage Road, Watford Widzów: 12843 Sędzia: Ashley Rowden |

| 24 marca 200114:15 | Rotherham Titans                                   | 13:39 | Sale Sharks | Clifton Lane, Rotherham Widzów: 2000 Sędzia: Brian Campsall |
| 24 marca 200114:15 | Ben Wade 5 (P) Mike Umaga 3 (K) Phil Greaves 5 (P) | 13:39 | Anthony Elliott 10 (2P) Charlie Hodgson 14 (4pd 2K) Jason Robinson 5 (P) Jos Baxendell 5 (P) Scott Lines 5 (P) | Clifton Lane, Rotherham Widzów: 2000 Sędzia: Brian Campsall |

| 28 marca 200119:45 | London Wasps | 44:7 | Newcastle Falcons                     | Loftus Road, Shepherd’s Bush Widzów: 3444 Sędzia: Steve Lander |
| 28 marca 200119:45 | Alex King 5 (P) Harvey Biljon 5 (P) Kenny Logan 19 (P 4pd 2K) Lawrence Dallaglio 5 (P) Mark Denney 5 (P) Trevor Leota 5 (P) | 44:7 | Dave Walder 2 (pd) Peter Massey 5 (P) | Loftus Road, Shepherd’s Bush Widzów: 3444 Sędzia: Steve Lander |
| 28 marca 200119:45 | Phil Greening | 44:7 | Mike Howe                             | Loftus Road, Shepherd’s Bush Widzów: 3444 Sędzia: Steve Lander |

| 31 marca 200114:15 | Bath                                  | 19:16 | Bristol                       | The Recreation Ground, Bath Widzów: 8200 Sędzia: Nigel Yates |
| 31 marca 200114:15 | Matt Perry 14 (pd 4K) Tom Voyce 5 (P) | 19:16 | Felipe Contepomi 16 (P pd 3K) | The Recreation Ground, Bath Widzów: 8200 Sędzia: Nigel Yates |
| 31 marca 200114:15 | Ben Clarke                            | 19:16 | Felipe Contepomi              | The Recreation Ground, Bath Widzów: 8200 Sędzia: Nigel Yates |

| 31 marca 200115:00 | Gloucester                               | 22:13 | Leicester Tigers                                                | Kingsholm Stadium, Gloucester Widzów: 7614 Sędzia: Steve Lander |
| 31 marca 200115:00 | Andy Gomarsall 17 (P 4K) Ian Jones 5 (P) | 22:13 | Richard Cockerill 5 (P) Steve Booth 3 (K) Winston Stanley 5 (P) | Kingsholm Stadium, Gloucester Widzów: 7614 Sędzia: Steve Lander |
| 31 marca 200115:00 | Chris Fortey                             | 22:13 | Lewis Moody · Richard Cockerill                                 | Kingsholm Stadium, Gloucester Widzów: 7614 Sędzia: Steve Lander |

| 31 marca 200115:00 | Harlequins                                                                           | 36:10 | Sale Sharks                                                  | Twickenham Stoop, Londyn Widzów: 5039 Sędzia: Steve Leyshon |
| 31 marca 200115:00 | Daren O’Leary 10 (2P) David Wilson 5 (P) Garrick Morgan 5 (P) Paul Burke 16 (2pd 4K) | 36:10 | Charlie Hodgson 3 (K) Dave Baldwin 5 (P) Nicky Little 2 (pd) | Twickenham Stoop, Londyn Widzów: 5039 Sędzia: Steve Leyshon |

| 31 marca 200115:00 | Northampton Saints                                                                | 25:14 | Saracens                  | Franklin’s Gardens, Northampton Widzów: 9424 Sędzia: Tappe Henning |
| 31 marca 200115:00 | Allan Bateman 5 (P) John Leslie 5 (P) Matt Dawson 7 (P pd) Paul Grayson 8 (pd 2K) | 25:14 | Duncan McRae 14 (P dg 2K) | Franklin’s Gardens, Northampton Widzów: 9424 Sędzia: Tappe Henning |
| 31 marca 200115:00 | Garry Pagel                                                                       | 25:14 |                           | Franklin’s Gardens, Northampton Widzów: 9424 Sędzia: Tappe Henning |

| 1 kwietnia 200114:30 | Newcastle Falcons | 42:35 | London Irish                                                                       | Kingston Park, Newcastle upon Tyne Widzów: 5963 Sędzia: Chris White |
| 1 kwietnia 200114:30 | Dave Walder 5 (P) Gary Armstrong 5 (P) Hugh Vyvyan 5 (P) Jonny Wilkinson 17 (P 6pd) Michael Stephenson 5 (P) Ross Nesdale 5 (P) | 42:35 | Barry Everitt 20 (pd 6K) Junior Tonu'u 5 (P) Paul Sackey 5 (P) Richard Kirke 5 (P) | Kingston Park, Newcastle upon Tyne Widzów: 5963 Sędzia: Chris White |
| 1 kwietnia 200114:30 | Richard Arnold | 42:35 |                                                                                    | Kingston Park, Newcastle upon Tyne Widzów: 5963 Sędzia: Chris White |

| 1 kwietnia 200115:00 | London Wasps                                                                                        | 58:3 | Rotherham Titans | Loftus Road, Shepherd’s Bush Widzów: 4276 Sędzia: Tony Spreadbury |
| 1 kwietnia 200115:00 | Kenny Logan 28 (3P 5pd K) Paul Sampson 10 (2P) Shane Roiser 5 (P) Simon Shaw 5 (P) Will Green 5 (P) | 58:3 | Mike Umaga 3 (K) | Loftus Road, Shepherd’s Bush Widzów: 4276 Sędzia: Tony Spreadbury |
| 1 kwietnia 200115:00 | Phil Greening                                                                                       | 58:3 | Dan Cook         | Loftus Road, Shepherd’s Bush Widzów: 4276 Sędzia: Tony Spreadbury |

| 10 kwietnia 200118:00 | Rotherham Titans | 36:39 | Newcastle Falcons                                                                            | Clifton Lane, Rotherham Widzów: 1800 Sędzia: Steve Lander |
| 10 kwietnia 200118:00 | Chris Johnson 5 (P) Dave Scully 2 (pd) Martin Dawson 5 (P) Mike Schmid 5 (P) Mike Umaga 9 (3pd K) Stuart Dixon 10 (2P) | 36:39 | Gary Armstrong 19 (P 4pd 2K) George Graham 10 (2P) Jim Jenner 5 (P) Michael Stephenson 5 (P) | Clifton Lane, Rotherham Widzów: 1800 Sędzia: Steve Lander |

| 10 kwietnia 200119:30 | Sale Sharks | 43:18 | London Irish                                                                          | Heywood Road, Sale Widzów: 2469 Sędzia: John Barnard |
| 10 kwietnia 200119:30 | Andy Titterrell 5 (P) Charlie Hodgson 11 (pd 3K) Jason Robinson 5 (P) Nicky Little 2 (pd) Pete Anglesea 5 (P) Steve Davidson 10 (2P) Steve Hanley 5 (P) | 43:18 | Barry Everitt 6 (2K) Eddie Halvey 5 (P) Jarrod Cunningham 2 (pd) Nnamdi Ezulike 5 (P) | Heywood Road, Sale Widzów: 2469 Sędzia: John Barnard |
| 10 kwietnia 200119:30 | Junior Tonu'u | 43:18 |                                                                                       | Heywood Road, Sale Widzów: 2469 Sędzia: John Barnard |

| 10 kwietnia 200119:45 | London Wasps                                                                                   | 38:19 | Harlequins                                                                    | Loftus Road, Shepherd’s Bush Widzów: 12137 Sędzia: Ed Morrison |
| 10 kwietnia 200119:45 | Alex King 10 (2P) Josh Lewsey 5 (P) Kenny Logan 13 (P 4pd) Paul Sampson 5 (P) Will Green 5 (P) | 38:19 | Adrian Olver 5 (P) Ben Gollings 5 (P) Garrick Morgan 5 (P) Paul Burke 4 (2pd) | Loftus Road, Shepherd’s Bush Widzów: 12137 Sędzia: Ed Morrison |
| 10 kwietnia 200119:45 | Lawrence Dallaglio                                                                             | 38:19 |                                                                               | Loftus Road, Shepherd’s Bush Widzów: 12137 Sędzia: Ed Morrison |

| 14 kwietnia 200114:15 | Sale Sharks                                                                                              | 29:59 | London Wasps | Heywood Road, Sale Widzów: 3877 Sędzia: Robin Goodliffe |
| 14 kwietnia 200114:15 | Charlie Hodgson 12 (4K) Jason Robinson 5 (P) Nicky Little 2 (pd) Steve Davidson 5 (P) Steve Hanley 5 (P) | 29:59 | Fraser Waters 5 (P) Kenny Logan 29 (2P 5pd 3K) Lawrence Dallaglio 5 (P) Mark Denney 5 (P) Paul Sampson 5 (P) Paul Volley 5 (P) Trevor Leota 5 (P) | Heywood Road, Sale Widzów: 3877 Sędzia: Robin Goodliffe |

| 14 kwietnia 200115:00 | Leicester Tigers | 37:5 | Harlequins       | Welford Road, Leicester Widzów: 16006 Sędzia: Chris White |
| 14 kwietnia 200115:00 | Austin Healey 5 (P) Geordan Murphy 5 (P) Leon Lloyd 5 (P) Neil Back 5 (P) Pat Howard 5 (P) Tim Stimpson 12 (3pd 2K) | 37:5 | Rob Jewell 5 (P) | Welford Road, Leicester Widzów: 16006 Sędzia: Chris White |
| 14 kwietnia 200115:00 | Graham Rowntree | 37:5 | Garrick Morgan   | Welford Road, Leicester Widzów: 16006 Sędzia: Chris White |

| 14 kwietnia 200115:00 | Rotherham Titans                                 | 12:68 | Bath | Clifton Lane, Rotherham Widzów: 3000 Sędzia: Steve Leyshon |
| 14 kwietnia 200115:00 | Ben Wade 5 (P) Mike Umaga 2 (pd) Mike Wood 5 (P) | 12:68 | Gareth Cooper 5 (P) Matt Perry 18 (6pd 2K) Rob Thirlby 15 (3P) Sam Cox 5 (P) Shaun Berne 5 (P) Tom Voyce 20 (4P) | Clifton Lane, Rotherham Widzów: 3000 Sędzia: Steve Leyshon |
| 14 kwietnia 200115:00 | Glenn Kenworthy · Zak Feauʻnati                  | 12:68 | Mark Gabey | Clifton Lane, Rotherham Widzów: 3000 Sędzia: Steve Leyshon |

| 15 kwietnia 200115:00 | Saracens                                                                                 | 34:29 | Newcastle Falcons | Vicarage Road, Watford Widzów: 10107 Sędzia: Nigel Yates |
| 15 kwietnia 200115:00 | David Flatman 5 (P) Jannie de Beer 19 (2pd 2dg 3K) Tom Shanklin 5 (P) Tony Diprose 5 (P) | 34:29 | Dave Walder 4 (2pd) Doddie Weir 5 (P) George Graham 5 (P) Hugh Vyvyan 5 (P) Jonny Wilkinson 5 (pd K) Stuart Grimes 5 (P) | Vicarage Road, Watford Widzów: 10107 Sędzia: Nigel Yates |

| 16 kwietnia 200115:00 | Bristol                                                                 | 46:16 | Northampton Saints                           | Memorial Stadium, Bristol Widzów: 5315 Sędzia: Brian Campsall |
| 16 kwietnia 200115:00 | Eduardo Simone 5 (P) Felipe Contepomi 31 (P 4pd 6K) Jamie Mayer 10 (2P) | 46:16 | Paul Grayson 11 (pd 3K) Steve Thompson 5 (P) | Memorial Stadium, Bristol Widzów: 5315 Sędzia: Brian Campsall |
| 16 kwietnia 200115:00 | Adam Vander · Neil McCarthy                                             | 46:16 | Jon Phillips                                 | Memorial Stadium, Bristol Widzów: 5315 Sędzia: Brian Campsall |

| 16 kwietnia 200115:00 | London Irish                                                                                                  | 35:10 | Gloucester                                   | Madejski Stadium, Reading Widzów: 7131 Sędzia: Tony Spreadbury |
| 16 kwietnia 200115:00 | Barry Everitt 17 (pd 5K) Jarrod Cunningham 3 (K) Kieran Campbell 5 (P) Nnamdi Ezulike 5 (P) Paul Sackey 5 (P) | 35:10 | Byron Hayward 5 (pd K) James Forrester 5 (P) | Madejski Stadium, Reading Widzów: 7131 Sędzia: Tony Spreadbury |
| 16 kwietnia 200115:00 | Herve Gregoire-Mazzocco                                                                                       | 35:10 |                                              | Madejski Stadium, Reading Widzów: 7131 Sędzia: Tony Spreadbury |